# Mya (Schiff)
Die Mya ist ein ehemaliger deutscher Forschungskatamaran, der von 1978 bis 2013 von der Wattenmeerstation des Alfred-Wegener-Instituts für Polar- und Meeresforschung auf Sylt betrieben wurde. Eigner des Katamarans war das Bundesministerium für Bildung und Forschung, bereedert wurde es durch die Reederei F. Laeisz (Bremerhaven) GmbH.

## Geschichte
Die Mya wurde 1977/78 auf der Schiffswerft Evers GmbH in Niendorf unter der Baunummer 522 gebaut. Die Kiellegung fand am 15. Juli 1977, der Stapellauf am 11. März 1978 statt. Fertiggestellt wurde das Schiff ebenfalls im März 1978.
Das Schiff wurde im August 2013 durch einen Neubau, die Mya II, ersetzt und 2014 außer Dienst gestellt. 2015 wurde das Schiff durch die VEBEG zum Verkauf angeboten und im März des Jahres für 81.004 € (netto) verkauft.

## Technische Daten und Ausstattung

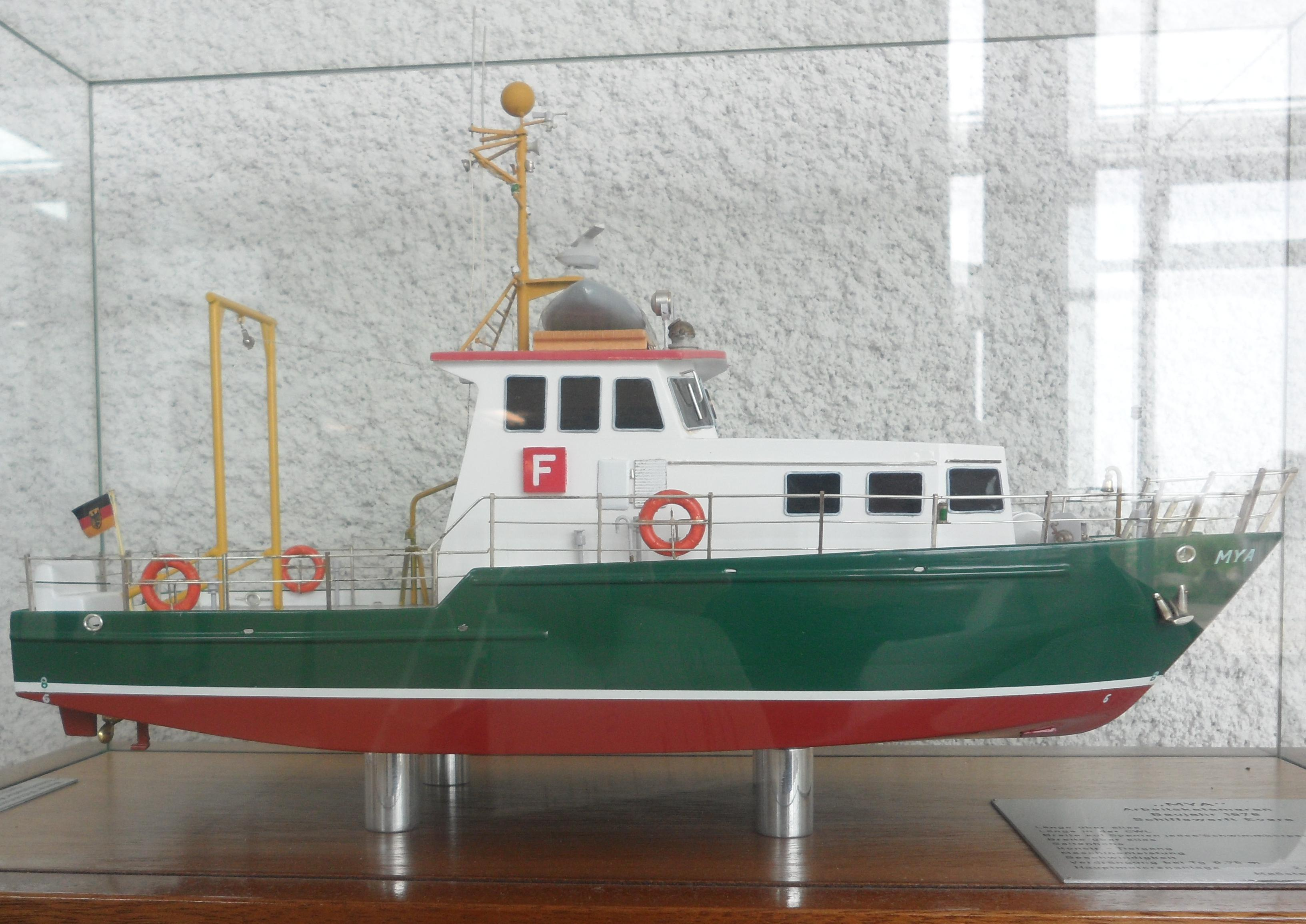
Modell der Mya in der Wattenmeerstation

Angetrieben wird die Mya von zwei Vierzylinder-Viertakt-Dieselmotoren von MWM (Typ: D 226-4C) mit einer Leistung von jeweils 50 kW, die über Getriebe auf je einen Verstellpropeller wirken. Das Schiff erreicht damit eine Geschwindigkeit von maximal 8 kn.
Für die Stromversorgung stehen zwei Wellengeneratoren mit Leistungen von jeweils 2,5 kW sowie ein Dieselgenerator mit einer Scheinleistung von 17 kVA, der von einem MWM-Dieselmotor (Typ: D 226-2) mit einer Leistung von 16 kW angetrieben wird, zur Verfügung.
Der Katamaran ist am Heck mit drei Davits sowie einem Heckgalgen ausgestattet. Für die wissenschaftlichen Arbeiten verfügt die Mya über Wasserschöpfer, Planktonnetze, Van-Veen-Greifer, Kastengreifer, Austerndredge und eine Videoanlage.

## Einsatz
Eingesetzt wurde die Mya im Rahmen von Tagesfahrten mit bis zu zwölf Wissenschaftlern an Bord in den Gewässern um Sylt, u. a. für die Untersuchung der ökologischen Prozesse und für längerfristige Beobachtungen der Veränderungen im Ökosystem Küste. So wurden regelmäßig Wasser- und Bodenproben genommen, die Wassertemperatur gemessen und Plankton gefangen. An Bord des Katamarans befindet sich ein Labor mit drei Arbeitsplätzen für die Untersuchungen der genommenen Proben und zur Vorbereitung weiterer Untersuchungen an Land.
Der Katamaran kann durch seine Bauweise bei Niedrigwasser trockenfallen und erlaubt so das Arbeiten auf sonst nur schwer zugänglichen Sand- und Muschelbänken.
Benannt ist die Mya nach der Sandklaffmuschel, deren wissenschaftlicher Name Mya arenaria ist.